# Hildebert von Lavardin

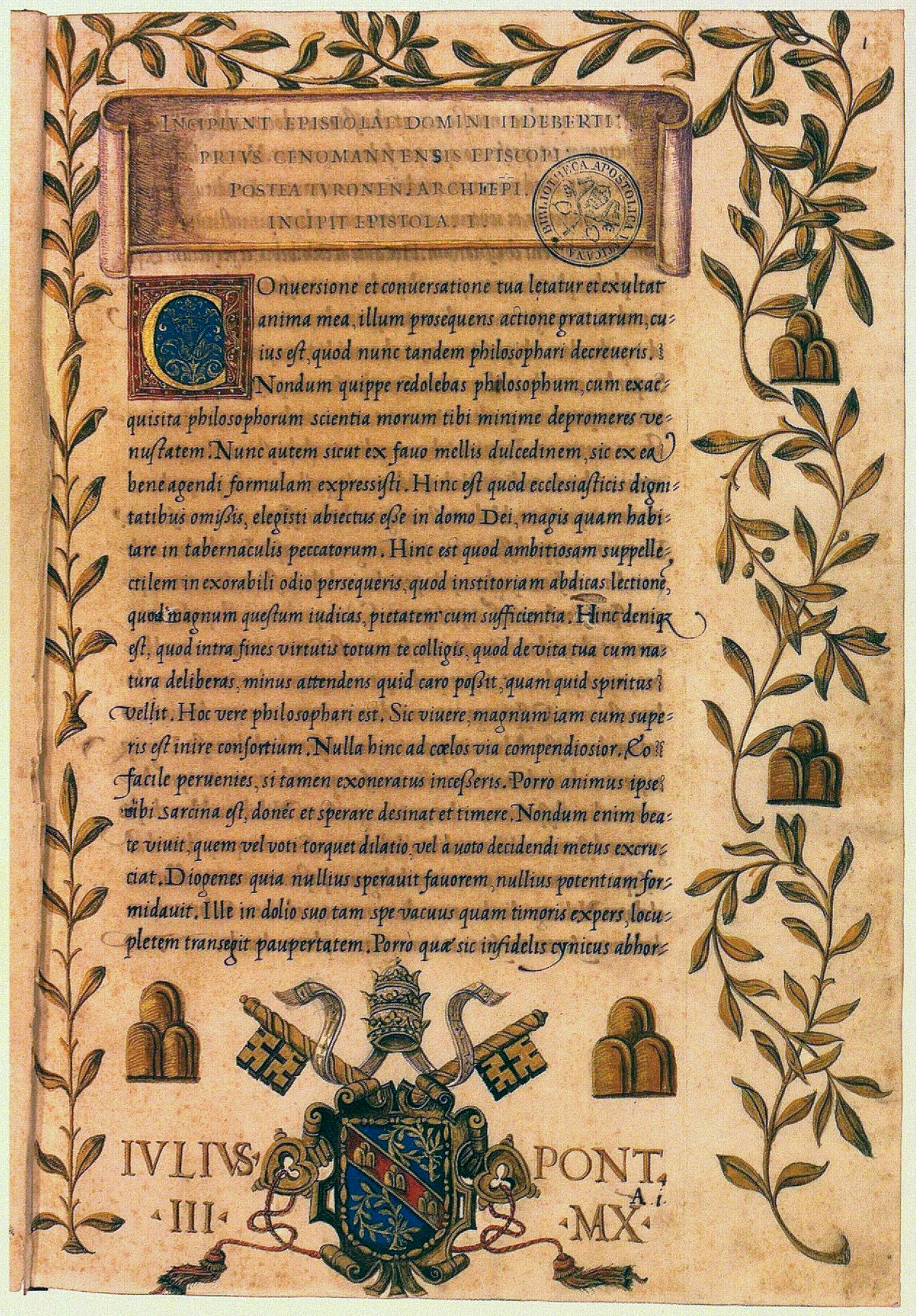
Briefe Hildeberts in der Handschrift Biblioteca Apostolica Vaticana, Vat. lat. 3841, fol. 1r (16. Jahrhundert)

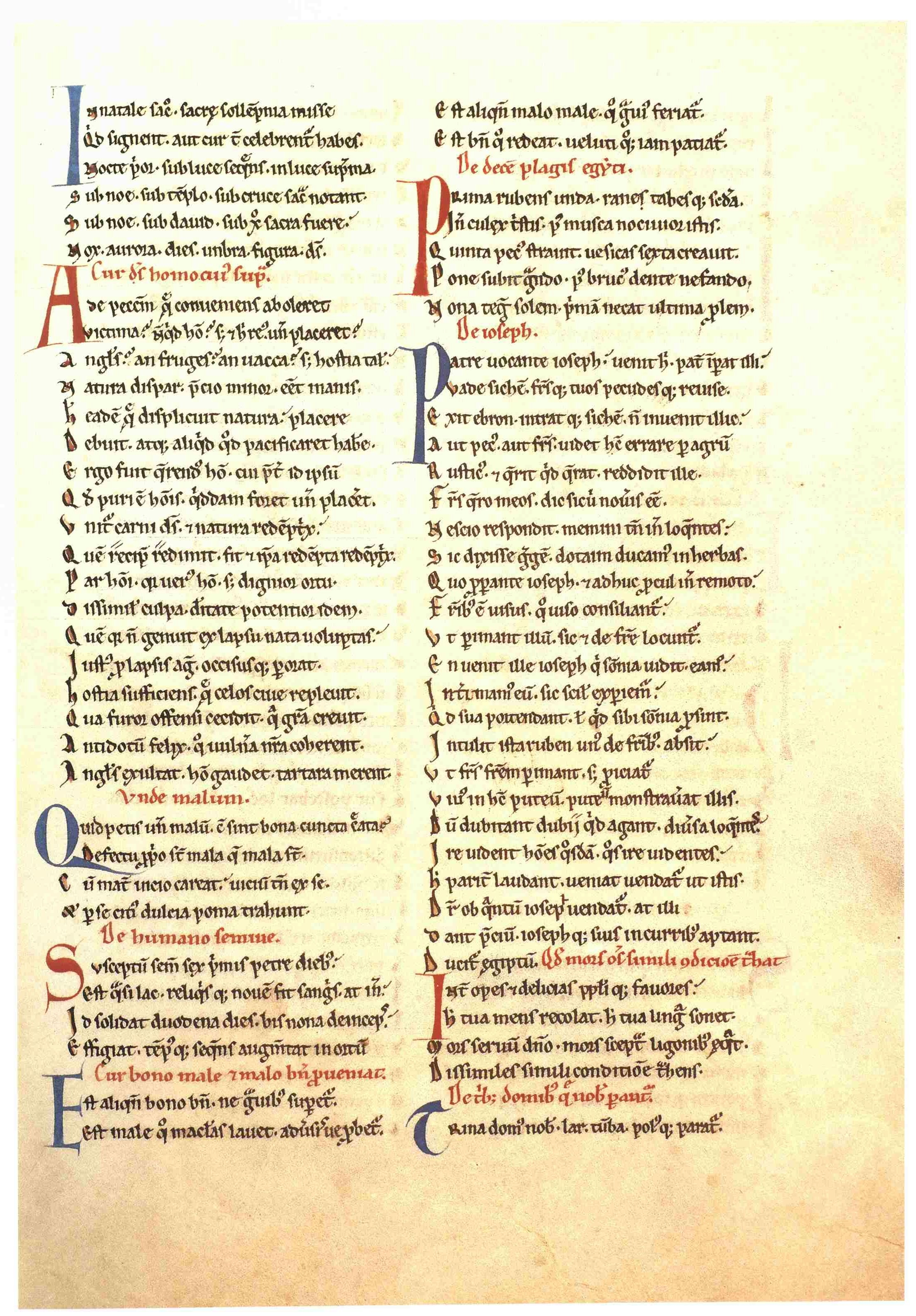
Gedichte Hildeberts in der Handschrift Berlin, Staatsbibliothek, Ms. lat. fol. 591, fol. 77r (Mitte des 12. Jahrhunderts)

Hildebert von Lavardin (auch Hildebert von Tours, Hydalbert, Gildebert oder Aldebert; * 1056 in Lavardin bei Vendôme, Montoire-sur-le-Loir; † etwa 18. Dezember 1133) war ein französischer Schriftsteller und Erzbischof von Tours. Er zählt zu den bedeutendsten Autoren des lateinischen Mittelalters.

## Leben
Hildebert wurde als Sohn nicht sehr wohlhabender Eltern geboren. Sie bestimmten ihn schon früh für den geistlichen Stand. Er war vermutlich ein Schüler von Berengar von Tours. 1091 wurde er Erzdiakon und  1096 Bischof von Le Mans. Er hatte nicht nur gegen den Widerstand von Teilen seiner Priesterschaft zu kämpfen, auch der englische König William II., seit der Einnahme von Le Mans sein Oberlehensherr, verbrachte den Bischof gegen dessen Willen für gut ein Jahr nach England. Im Anschluss daran reiste er im Dezember 1100 nach Rom mit dem Anliegen, von seinen Verpflichtungen als Bischof entbunden zu werden. Papst Paschalis II. lehnte dies jedoch ab und bestätigte ihn in seinem Bischofsamt. Hildebert war es aber gelungen, in Sizilien und in Apulien reiche Mittel für den Bau einer Kathedrale in Le Mans zu sammeln. Während des Baues der Kathedrale wurde er sogar wiederholt in den französisch-englischen Konflikt hineingezogen.
Im Jahr 1116 geriet seine Diözese durch die Predigten des häretischen Wanderpredigers Heinrich von Lausanne, der die höhere Geistlichkeit und insbesondere den Bischof heftig attackierte, in größte Unruhe. Hildebert gebot ihm zwar, den Bereich von Le Mans zu verlassen, doch die Auswirkungen seiner häretischen Predigten wirkten fort. 1125 wurde Hildebert gegen seinen heftigen Widerstand dennoch als Erzbischof von Tours eingesetzt.
Sein unvollendet gebliebenes Werk De querimonia über die Beziehung von Leib und Seele ist das erste philosophische Prosimetrum des 12. Jahrhunderts.

## Werke
- Patrologia Latina Bd. 171, Digitalisate
- Hildeberti episcopi Cenomanensis epistolae de Paschali papa. In: Libelli de lite imperatorum et pontificum saeculis XI. et XII. conscripti. Teil 2. Herausgegeben von Ernst Dümmler, Friedrich Thaner, Ernst Sackur u. a. Hannover 1892, S. 667–672 (Monumenta Germaniae Historica, Digitalisat)

## Sekundärliteratur
- Peter von Moos: Hildebert von Lavardin, 1056–1133. Humanitas an der Schwelle des höfischen Zeitalters. (Pariser Historische Studien, 3). Hiersemann, Stuttgart 1965 (Digitalisat)
- Friedrich Wilhelm Bautz: Hildebert von Lavardin. In: Biographisch-Bibliographisches Kirchenlexikon (BBKL). Band 2, Bautz, Hamm 1990, ISBN 3-88309-032-8, Sp. 843–844 (Artikel/Artikelanfang im Internet-Archive).